# Florian Jaritz
Florian Jaritz (Klagenfurt am Wörthersee, 18 ottobre 1997) è un calciatore austriaco, centrocampista dell'Austria Klagenfurt.

## Carriera
Cresciuto nel settore giovanile dell'Austria Klagenfurt, esordisce in prima squadra il 1º aprile 2016, disputando l'incontro di Erste Liga perso per 1-4 contro il Kapfenberger. Con la squadra ottiene, nel giro di 5 anni, la promozione dalla terza divisione alla massima divisione austriaca. Così, il 31 luglio 2021, ha esordito in Bundesliga, giocando il match perso per 4-0 in casa dell'Admira Wacker Mödling. Il 3 aprile 2022 trova anche la sua prima rete nella massima divisione austriaca, nel pareggio per 1-1 contro l'Austria Vienna.

## Statistiche

### Presenze e reti nei club
Statistiche aggiornate al 31 luglio 2022.
| Stagione        | Squadra            | Campionato      | Campionato | Campionato | Coppe nazionali | Coppe nazionali | Coppe nazionali | Coppe continentali | Coppe continentali | Coppe continentali | Altre coppe | Altre coppe | Altre coppe | Totale | Totale |
| Stagione        | Squadra            | Comp            | Pres       | Reti       | Comp            | Pres            | Reti            | Comp               | Pres               | Reti               | Comp        | Pres        | Reti        | Pres   | Reti   |
| --------------- | ------------------ | --------------- | ---------- | ---------- | --------------- | --------------- | --------------- | ------------------ | ------------------ | ------------------ | ----------- | ----------- | ----------- | ------ | ------ |
| 2015-2016       | Austria Klagenfurt | 1L              | 3          | 0          | CA              | -               | -               |                    | -                  | -                  |             | -           | -           | 3      | 0      |
| 2016-2017       | Austria Klagenfurt | RL              | 29         | 6          | CA              | 0               | 0               |                    | -                  | -                  |             | -           | -           | 29     | 6      |
| 2017-2018       | Austria Klagenfurt | RL              | 22         | 3          | CA              | 4               | 4               |                    | -                  | -                  |             | -           | -           | 32     | 10     |
| 2018-2019       | Austria Klagenfurt | 1L              | 22         | 6          | CA              | 2               | 0               |                    | -                  | -                  |             | -           | -           | 24     | 6      |
| 2019-2020       | Austria Klagenfurt | 1L              | 24         | 2          | CA              | 1               | 0               |                    | -                  | -                  |             | -           | -           | 25     | 2      |
| 2020-2021       | Austria Klagenfurt | 1L              | 20         | 0          | CA              | 4               | 2               |                    | -                  | -                  |             | -           | -           | 24     | 2      |
| 2021-2022       | Austria Klagenfurt | BL              | 23         | 3          | CA              | 4               | 0               |                    | -                  | -                  |             | -           | -           | 27     | 3      |
| 2022-2023       | Austria Klagenfurt | BL              | 2          | 0          | CA              | 1               | 0               |                    | -                  | -                  |             | -           | -           | 3      | 0      |
| Totale carriera | Totale carriera    | Totale carriera | 145        | 20         |                 | 16              | 6               |                    | -                  | -                  |             | -           | -           | 161    | 26     |